# Hornepayne
Hornepayne är en ort i Kanada.   Den ligger i distriktet Algoma och provinsen Ontario, i den sydöstra delen av landet, 800 km nordväst om huvudstaden Ottawa. Hornepayne ligger 330 meter över havet och antalet invånare är 1 050. Den ligger vid sjön Spurline Lake.
Terrängen runt Hornepayne är platt. Trakten runt Hornepayne är nära nog obefolkad, med mindre än två invånare per kvadratkilometer.. Det finns inga andra samhällen i närheten. 
I omgivningarna runt Hornepayne växer i huvudsak blandskog.